# ザック・マコウスキー
ザック・マコウスキー（Zach Makovsky、1982年6月30日 - ）は、アメリカ合衆国の男性総合格闘家。ペンシルベニア州ベスレヘム出身。トリスタージム所属。初代Bellator世界バンタム級王者。

## 来歴
6歳からレスリングを始め、ドレクセル大学時代はレスリング部でキャプテンを務め、NCAAディビジョン1で活躍。ブラジリアン柔術ではマルセロ・ガッシアから紫帯を授与された。2006年に総合格闘技デビュー。
2009年8月23日、DEEP初参戦となったDEEP 43 IMPACTで北田俊亮と対戦し、チョークスリーパーで一本負けを喫した。
2009年12月12日、グラップリング世界選手権に出場し、ノーギ60 kg級で金メダルを獲得した。

### Bellator
2010年6月10日、Bellator初参戦となったBellator 21でエリック・ルークと対戦し、キムラロックで一本勝ちを収めた。
2010年9月2日、Bellator 27のバンタム級トーナメント1回戦でニック・ママリスと対戦し、3-0の判定勝ち。9月23日、Bellator 30のバンタム級トーナメント準決勝でブライアン・ゴールズビーと対戦し、3-0の判定勝ち。10月14日、Bellator 32のバンタム級トーナメント決勝でエド・ウェストと対戦し、3-0の判定勝ちを収め優勝を果たし、世界バンタム級王座に認定された。
2012年4月13日、Bellator 65の世界バンタム級タイトルマッチでエドゥアルド・ダンタスと対戦し、肩固めで見込み一本負けを喫し王座陥落した。

### UFC
2013年12月14日、UFC初参戦となったUFC on FOX 9でスコット・ヨルゲンセンと対戦し、3-0の判定勝ちを収めた。
2014年8月16日、UFC Fight Night: Bader vs. St. Preuxでフライ級ランキング6位のジュシー・フォルミーガと対戦し、判定勝ち。
2015年2月14日、UFC Fight Night: Henderson vs. Thatchでフライ級ランキング11位のティム・エリオットと対戦し、判定勝ち。
2015年5月23日、UFC 187でフライ級ランキング1位のジョン・ドッドソンと対戦し、判定負け。
2016年2月6日、UFC Fight Night: Hendricks vs. Thompsonでフライ級ランキング1位のジョセフ・ベナビデスと対戦し、判定負け。
2016年12月10日、UFC 206でフライ級ランキング11位のダスティン・オーティスと対戦し、1-2の判定負け。3連敗となりUFCからリリースされた。

## 戦績

### 総合格闘技
| 総合格闘技 戦績 | 総合格闘技 戦績 | 総合格闘技 戦績 | 総合格闘技 戦績 | 総合格闘技 戦績 | 総合格闘技 戦績 | 総合格闘技 戦績 |
| --------------- | --------------- | --------------- | --------------- | --------------- | --------------- | --------------- |
| 31 試合         | (T)KO           | 一本            | 判定            | その他          | 引き分け        | 無効試合        |
| 21 勝           | 1               | 7               | 13              | 0               | 0               | 0               |
| 10 敗           | 0               | 3               | 7               | 0               | 0               | 0               |

| 勝敗 | 対戦相手                 | 試合結果                     | 大会名                                                      | 開催年月日     |
| ×    | ベリムラド・アルハソフ   | 5分3R終了 判定1-2            | Brave CF 50 【フライ級トーナメント準決勝】                  | 2021年4月1日   |
| ○    | ベリムラド・アルハソフ   | 5分3R終了 判定2-1            | Brave CF 34                                                 | 2020年1月19日  |
| ×    | ヨニ・シャバトフ         | 5分3R終了 判定0-3            | ACB 72: Makovsky vs. Sherbatov                              | 2017年10月14日 |
| ○    | ジョシエウ・シウバ       | 3R 1:08 ギロチンチョーク     | ACB 60: Agujev vs. DeVent                                   | 2017年5月13日  |
| ×    | ダスティン・オーティス   | 5分3R終了 判定1-2            | UFC 206: Holloway vs. Pettis                                | 2016年12月10日 |
| ×    | ジョセフ・ベナビデス     | 5分3R終了 判定0-3            | UFC Fight Night: Hendricks vs. Thompson                     | 2016年2月6日   |
| ×    | ジョン・ドッドソン       | 5分3R終了 判定0-3            | UFC 187: Johnson vs. Cormier                                | 2015年5月23日  |
| ○    | ティム・エリオット       | 5分3R終了 判定3-0            | UFC Fight Night: Henderson vs. Thatch                       | 2015年2月14日  |
| ×    | ジュシー・フォルミーガ   | 5分3R終了 判定0-3            | UFC Fight Night: Bader vs. St. Preux                        | 2014年8月16日  |
| ○    | ジョシュ・サンポ         | 5分3R終了 判定3-0            | UFC 170: Rousey vs. McMann                                  | 2014年2月22日  |
| ○    | スコット・ヨルゲンセン   | 5分3R終了 判定3-0            | UFC on FOX 9: Johnson vs. Benavidez 2                       | 2013年12月14日 |
| ○    | マット・マンザナレス     | 5分5R終了 判定3-0            | RFA 11: Manzanares vs. Makovsky 【RFAフライ級王座決定戦】   | 2013年11月22日 |
| ○    | クラウディオ・レデスマ   | 5分3R終了 判定3-0            | CFFC 24: Sullivan vs. Becker                                | 2013年5月11日  |
| ×    | アンソニー・レオーネ     | 5分3R終了 判定1-2            | Bellator 83                                                 | 2012年12月7日  |
| ×    | エドゥアルド・ダンタス   | 2R 3:26 肩固め               | Bellator 65 【Bellator世界バンタム級タイトルマッチ】        | 2012年4月13日  |
| ○    | ライアン・ロバーツ       | 1R 4:48 ノースサウスチョーク | Bellator 54                                                 | 2011年10月15日 |
| ○    | チャド・ロビショー       | 3R 2:02 TKO（パウンド）      | Bellator 41                                                 | 2011年4月16日  |
| ○    | エド・ウェスト           | 5分5R終了 判定3-0            | Bellator 32 【バンタム級トーナメント 決勝】                 | 2010年10月14日 |
| ○    | ブライアン・ゴールズビー | 5分3R終了 判定3-0            | Bellator 30 【バンタム級トーナメント 準決勝】               | 2010年9月23日  |
| ○    | ニック・ママリス         | 5分3R終了 判定3-0            | Bellator 27 【バンタム級トーナメント 1回戦】                | 2010年9月2日   |
| ○    | エリック・ルーク         | 2R 4:28 キムラロック         | Bellator 21                                                 | 2010年6月10日  |
| ○    | ジョシュ・レイヴ         | 3R 1:49 ギロチンチョーク     | M-1 Selection 2010: The Americas Round 1                    | 2010年4月3日   |
| ○    | デビッド・ハリス         | 1R 1:50 三角絞め             | Adrenaline: New Breed                                       | 2010年2月26日  |
| ×    | 北田俊亮                 | 1R 4:22 リアネイキドチョーク | DEEP 43 IMPACT                                              | 2009年8月23日  |
| ○    | ネイト・ウィリアムズ     | 3R 2:33 リアネイキドチョーク | WCA: Caged Combat                                           | 2009年6月6日   |
| ○    | ジャスティン・ロビンス   | 2R 1:05 リアネイキドチョーク | Extreme Challenge: The War at the Shore                     | 2009年1月26日  |
| ○    | アンドレ・ソアレス       | 5分3R終了 判定3-0            | EliteXC: Primetime                                          | 2008年5月31日  |
| ×    | ウィルソン・ヘイス       | 2R 1:15 肩固め               | ShoXC: Elite Challenger Series                              | 2008年1月25日  |
| ○    | エメルソン・ソウザ       | 5分3R終了 判定3-0            | CITC: Fearless Fighters Return 【CITCバンタム級王座決定戦】 | 2007年10月6日  |
| ○    | レアンドロ・エスコバル   | 5分3R終了 判定2-1            | Extreme Challenge 75                                        | 2007年3月23日  |
| ○    | チン・チュピー           | 5分3R終了 判定3-0            | CITC: Evolutions                                            | 2006年12月9日  |

### グラップリング
| 勝敗 | 対戦相手           | 試合結果             | 大会名                                                     | 開催年月日     |
| ○    | マット・ベツオルド | ポイント7-2          | 第2回FILAグラップリング世界選手権 【ノーギ60 kg級 決勝】   | 2009年12月12日 |
| ○    | ジョン・ロウロ     | ポイント12-2         | 第2回FILAグラップリング世界選手権 【ノーギ60 kg級 準決勝】 | 2009年12月12日 |
| ○    | マイク・インペラト | リアネイキドチョーク | 第2回FILAグラップリング世界選手権 【ノーギ60 kg級 1回戦】  | 2009年12月12日 |

## 獲得タイトル
- CITCバンタム級王座（2007年）
- FILAグラップリング世界選手権 ノーギ60 kg級 優勝（2009年）
- FILAグラップリング世界選手権 ギ60 kg級 優勝（2010年）
- Bellatorシーズン3 バンタム級トーナメント 優勝（2010年）
- 初代Bellator世界バンタム級王座（2010年）
- 第2代RFAフライ級王座（2013年）

## 表彰
- ブラジリアン柔術 紫帯